# Hemilamprops lotusae
Hemilamprops lotusae is een zeekommasoort uit de familie van de Lampropidae. De wetenschappelijke naam van de soort is voor het eerst geldig gepubliceerd in 1969 door Bacescu.